# 토머스 윌리스

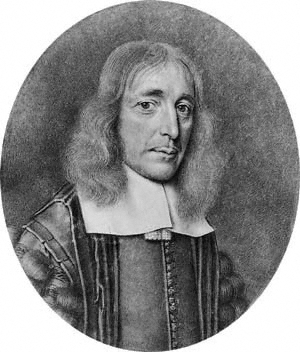

토머스 윌리스(Thomas Willis, 1621년 1월 27일 ~ 1675년 11월 11일)는 영국의 의사이며 신경해부학자, 신경학자, 정신과학자로, 토마스 시드남과 함께 17세기 영국 임상의학을 대표하는 의사였다. 왕립학회의 창립 멤버였으며 해부학, 신경학, 정신의학의 역사에서 중요한 역할을 하였다. 당뇨병 환자의 오줌 맛이 달다는 것을 주목했던 최초의 학자로 알려져 있다.
대뇌피질의 역할을 처음으로 인식했고, 뇌바닥 혈관 구조를 설명했다. 부검을 통해 질병과 해부학적 이상 상태가 관련이 있는지 찾아보려고 노력했다. 또한 심리학(psychology), 신경학, 비교 해부학, 반사(反射) 등의 용어를 만들어 처음으로 사용한 사람으로 알려져 있다. 히스테리가 자궁이 아닌 신경계통의 병이라고 주장했다.
1642년 옥스퍼드 크라이스트 처치에서 박사학위를 받았다.
1657년부터 1667년 사이 옥스퍼드 머튼스트리트에 거주했다. 1656년, 1659년에 2권의 중대한 의학 작품(De Fermentatione, De Febribus)을 냈다. 이는 1664년 책 《뇌의 해부학》을 탄생시킨 계기가 되었다.